# Love You till Tuesday
«Love You till Tuesday» es un sencillo del músico y compositor británico David Bowie lanzado en 1967. La versión que aparece en el álbum debut homónimo se regrabó con el añadido de una sección de cuerda concebido por Ivor Raymonde. 
Aunque recibió críticas positivas, no llegó a entrar en las listas de ventas británicas. Fue su último lanzamiento con Deram.
La película de Bowie de 1969 Love You till Tuesday tomó su título de la canción, que además aparece en los créditos iniciales de la cinta.

## Lista de canciones
1. «Love You till Tuesday» (Bowie) – 2:59
2. «Did You Ever Have a Dream» (Bowie) – 2:06

## Personal
Músicos
- David Bowie: voz, guitarra
- Derek Boyes: órgano
- Dek Fearnley: bajo
- John Eager: batería

Producción
- Mike Vernon